# ایهور پلستون
ایهور پلستون (اوکراینی: Ігор Пластун؛ زادهٔ ۲۰ اوت ۱۹۹۰) بازیکن فوتبال اهل اوکراین است.
از باشگاه‌هایی که در آن بازی کرده‌است می‌توان به باشگاه فوتبال خنت، باشگاه فوتبال اوبولون-برووار کیف، باشگاه فوتبال لودوگورتس رازگراد، و باشگاه فوتبال کارپاتی لویو اشاره کرد.
وی همچنین در تیم‌های ملی فوتبال زیر ۲۱ سال اوکراین و اوکراین بازی کرده‌است.